# Sigfred (dansk konge 873)
Sigfred (nævnt i 873, muligvis død i 887) var en dansk konge. Han regerede på samme tid, og sammen med, sin bror Halvdan. De to forhandlede om både fredsaftale og handelsaftale med den tyske konge, Ludvig den Tyske.
På samme tid fandtes en vikingehøvding med samme navn, og det er stadig usikkert om der er tale om samme person.